# Kiel Reijnen
Kiel Reijnen, nascido a 1 de junho de 1986 em Bainbridge Island, é um ciclista estadounidense, membro da equipa Trek-Segafredo.

## Palmarés
2010
- Tour da Tailândia, mais 1 etapa
- 3º em Campeonato dos Estados Unidos em Estrada

2011
- Tour de Ruanda, mais 4 etapas

2012
- 3º em Campeonato dos Estados Unidos em Estrada

2013
- 1 etapa do Tour de Gila
- The Philadelphia Cycling Classic
- 3º em Campeonato dos Estados Unidos em Estrada
- Thompson Bucks County Classic

2014
- The Philadelphia Cycling Classic
- 1 etapa do USA Pro Cycling Challenge

2015
- 3º em Campeonato dos Estados Unidos em Estrada
- 1 etapa do Tour de Utah
- 1 etapa do USA Pro Cycling Challenge

2016
- 1 etapa do Tour de Utah

## Resultados nas Grandes Voltas e Campeonatos do Mundo
Durante a sua corrida desportiva tem conseguido os seguintes postos nas Grandes Voltas.
| corrida            | 2008 | 2009 | 2010 | 2011 | 2012 | 2013 | 2014 | 2015 | 2016 | 2017 | 2018 | 2019 |
| ------------------ | ---- | ---- | ---- | ---- | ---- | ---- | ---- | ---- | ---- | ---- | ---- | ---- |
| Giro d'Italia      | -    | -    | -    | -    | -    | -    | -    | -    | -    | -    | -    | -    |
| Tour de France     | -    | -    | -    | -    | -    | -    | -    | -    | -    | -    | -    | -    |
| Volta a Espanha    | -    | -    | -    | -    | -    | -    | -    | -    | 132º | -    | 135º | 141º |
| Mundial em Estrada | -    | -    | -    | -    | -    | -    | Ab.  | -    | -    | 109º | -    | -    |

-: não participa 

Ab.: abandono 